# Uruguayisches Bildungs- und Kulturministerium
Das Ministerium für Bildung und Kultur (spanisch Ministerio de Educación y Cultura, Abkürzung: MEC) ist eines der Ministerien des Staates Uruguay.
Das MEC ist verantwortlich für die Koordinierung der nationalen Bildung, die Förderung der kulturellen Entwicklung des Landes, die Erhaltung des künstlerischen, historischen und kulturellen Erbes der Nation sowie für Innovation, Wissenschaft und Technologie und die Förderung und Stärkung der Einhaltung der Menschenrechte.
Dem MEC sind angegliedert die Nationalbibliothek, das Institut für Biologische Forschung „Clemente Estable“, das nationale Archiv und andere Institutionen.

## Geschichte
Das jetzige Ministerium hatte Vorgängerinstitutionen wie das Ministerium für öffentlichen Unterricht und soziale Wohlfahrt (spanisch Ministerio de Instrucción Pública y Previsión Social). Mit Gesetz Nr. 13.835 vom 7. Januar 1970 bekommt das Ministerium seinen heutigen Namen und mit Artikel 6 des Dekrets 574/974 die Befugnisse und Zuständigkeiten.

## Minister
Minister waren zum Beispiel Federico García Capurro, Pedro Cersósimo, Julio María Sanguinetti, Adela Reta, Guillermo García Costa, Yamandú Fau, Jorge Brovetto und Ricardo Ehrlich. Von März 2020 bis 2025 hatte Pablo da Silveira das Amt inne.

## Sitz

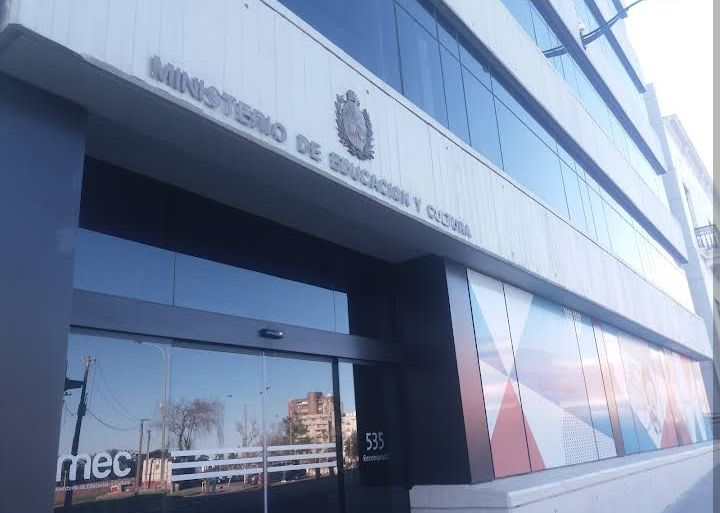
Gebäude des Ministeriums

Der Hauptsitz des Ministeriums befindet sich in Montevideo im Stadtviertel Ciudad Vieja.